# Digital Illusions CE

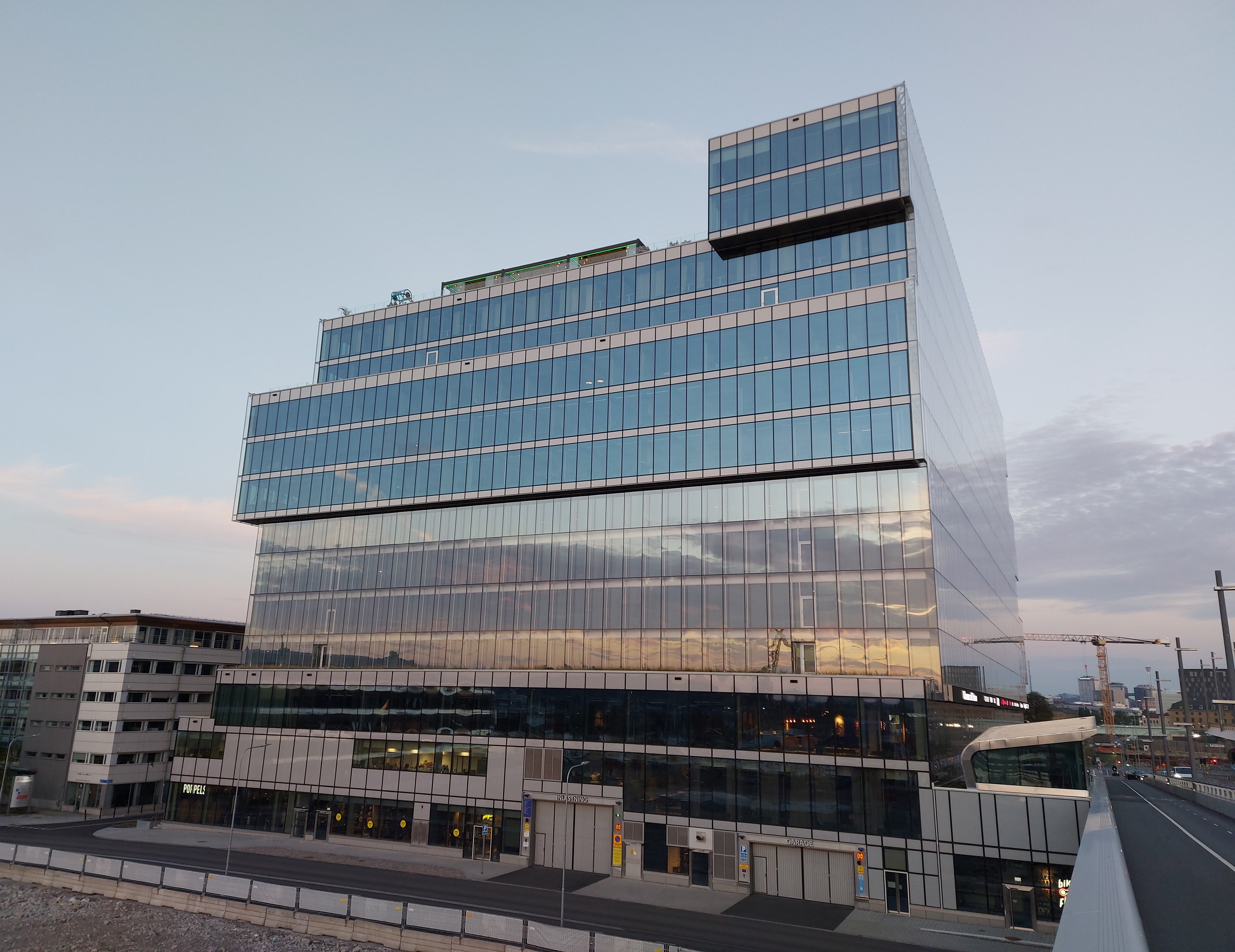
EA Digital Illusions CE AB kontor i Göteborg.

EA Digital Illusions CE AB (även känt som DICE och EA DICE) är ett svenskt programvaruföretag och datorspelsutvecklare, som ägs av Electronic Arts sedan 2006. De hade fram till 2004 sitt huvudkontor i Göteborg, de satt sedan vid KF-huset i Stockholm fram till 2014, då de flyttade till Fatburen, där de sitter idag. Ett nytt kontor har öppnats i Göteborg 2022.. DICE omsatte mer än 1,6 miljarder kronor och hade 696 anställda för år 2023.
Företaget har haft många projektarbeten. De har utvecklat Pinball Dreams, ett flertal racingspel, en egen spelmotor samt plattformsspelet Mirror's Edge. Företaget är mest känt för att vara utvecklarna av den populära Battlefield-serien, som betraktas vara en av Sveriges största moderna kulturexporter.

## Företagshistoria

### Grundande
Företaget startades ursprungligen i maj 1992 i Växjö under namnet Digital Illusions HB av grundarna Andreas Axelsson, Markus Nyström, Fredrik Liliegren, Olof Gustafsson och Ulf Mandorff, vilka var tidigare medlemmar av demogruppen The Silents och alla kom från Alvesta i Kronobergs län. Under det första året bestod företagets anställda av studenter från Växjö högskola (numera en del av Linnéuniversitetet) och deras huvudkontor var ett litet studentrum. Det lilla företaget hade då skapat de populära Amiga-spelen Pinball Dreams, Pinball Fantasies och Pinball Illusions.

### Expansion
År 1993 bytte företaget namn till Digital Illusions CE AB och 1994 flyttade företagets huvudkontor till Göteborg. Under de första åren producerade företaget olika racingspel såsom S40 Racing och Motorhead. År 1998 hamnade företaget i Stockholmsbörsen, och år 1999 utvecklade DICE sitt första skjutspel, Codename Eagle. 
År 2000 bildades dotterbolaget DICE Simulations. Samma år förvärvades spelföretaget Refraction Games och 90% av Synergenix Interactive i Stockholm, varav den sistnämnde såldes till amerikanska Red Jade samma år. DICE flyttade sedan sitt huvudkontor till Refraction Games kontor i Stockholm år 2004. De förvärvade också kanadensiska Sandbox Studios i april 2001 och döpte om det till Digital Illusions Canada Inc. År 2004 köpte DICE även Trauma Studios, utvecklarna bakom den populära Desert Combat-modifikationen för Battlefield 1942. Studion döptes om till DICE New York, och hjälpte bland annat till med utvecklingen av Battlefield 2. Teamet erbjöds att flytta till Stockholm för att arbeta med Battlefield 2142, men de avböjde. Studion fick så småningom läggas ner år 2005 och de flesta av dess anställda gick med på att bilda Kaos Studios, ett dotterbolag till THQ.

### Electronic Arts förvärv av DICE
År 2004 meddelade Electronic Arts att de skulle köpa DICE, och köpte minst 62 % av företagets aktier under det kommande året. Den 2 oktober 2006 förvärvades slutligen DICE av Electronic Arts. Detta innebar inte någon större skillnad då DICE sedan tidigare samarbetat med EA. Efter detta ändrades företagets logotyp, namnet ändrades till EA Digital Illusions CE samt att DICE var officiellt "An EA Company". Under samma veva fick DICE:s spelstudio i Kanada, som då drevs av Fredrik Liljegren, stängas eftersom EA redan vid den tiden hade tre divisioner placerade i landet: i Montréal, Vancouver och Burnaby. Företagets personal fick intervjuas av EA om de ville få nya tjänster och en stor del av verksamheten i studion flyttades till DICE:s huvudkontor i Stockholm. Fredrik Liljegren gick med på att grunda spelstudion Red Jade och tog med en hel del anställda från hans tidigare företag. Dess chefsdesigner, Armando Marini, grundade spelstudion TUSK Interactive.
Efter förvärvet har EA etablerat nya kontor i Sverige som fungerar som olika avdelningar till deras moderbolag DICE. Under oktober 2010 öppnades spelstudion Easy Studios i Stockholm, som jobbar med att utveckla så kallade "free to play"-spel.

## Spel
DICE har utvecklat minst 60 spel under dess 20-åriga historia. Företagets första utvecklade spel är datorflipperspelet Pinball Dreams, som gavs ut år 1992. Spelet fick två uppföljare: Pinball Fantasies samma år samt Pinball Illusions år 1994. Under senare år jobbade företaget med att utveckla ett flertal racingspel. De har bland annat utvecklat racingspelen S40 Racing, Motorhead, Midtown Madness 3, Michelin Rally Masters Race of Champions, STCC och Rallisport Challenge. Vissa av dessa har också fått några uppföljare. 
Inom företagets före detta kanadensiska kontor utvecklades olika spel baserade på filmer: som bland annat Shrek, Kejsarens nya stil och Dinosaurier. De har dessutom utvecklat barbiespel såsom Barbie: Gotta Have Games och Diva Starz: Mall Mania.
Under 2008 utvecklades plattformsspelet Mirror's Edge, ett parkourspel som fokuserar på springande och att ta sig förbi hinder i en dystopisk storstad. 

### Battlefield
Företagets mest kända spel är troligtvis spelserien Battlefield. Företagets genombrott inträffade under slutet av 2002 när spelet Battlefield 1942, ett skjutspel som utspelar sig under andra världskriget, gavs ut. 
Spelet gick upp på första plats på USA:s spellistor, och var därmed det första svenskutvecklade spelet som erövrade den titeln. Till spelet släpptes också ytterligare två  expansionspaket. Spelet utnämndes 2003 till årets spel av Interactive Achievement Awards. I slutet av 2008 hade serien sålt i 17 miljoner exemplar och endast 2 år senare hade den siffran nästan fördubblats till runt 30 miljoner. Serien såldes i totalt 50 miljoner exemplar under slutet av 2011, vilket gör serien till en av de mest framgångsrika kulturexporterna i Sverige någonsin. 
Battlefield 1942 har fått ett flertal uppföljare under åren. Det senaste, Battlefield V, gavs ut den 9 November 2018.
"Battlefield 6" är nästa titel i Battlefield-serien från DICE och utvecklas i samarbete med nordamerikanska spelstudior Motive, Criterion och Ripple Effect.  Den 3 februari 2025 släpptes en kort pre-alpha teaser av spelet, som visar dess förstörbara omgivning och hetsiga strider. 

### Ludografi
| Version                                  | År   | Konsol                                                                                | Kommentar                                                 |
| ---------------------------------------- | ---- | ------------------------------------------------------------------------------------- | --------------------------------------------------------- |
| Pinball Dreams                           | 1992 | Amiga                                                                                 |                                                           |
| Pinball Fantasies                        | 1992 | Amiga, MS-DOS                                                                         |                                                           |
| Benefactor                               | 1994 | Amiga                                                                                 |                                                           |
| Pinball Illusions                        | 1995 | Amiga, MS-DOS                                                                         |                                                           |
| True Pinball                             | 1996 | Playstation 1, Sega Saturn                                                            |                                                           |
| S40 Racing                               | 1997 | Microsoft Windows                                                                     |                                                           |
| Motorhead                                | 1998 | Microsoft Windows, Playstation 1                                                      |                                                           |
| Volvo V70 Racing                         | 1998 | ?                                                                                     |                                                           |
| Horse & Pony II                          | 1998 | ?                                                                                     |                                                           |
| STCC                                     | 1999 | Microsoft Windows                                                                     |                                                           |
| Test Drive Rally                         | 1999 | Nintendo 64                                                                           | Nedlagd.                                                  |
| Motorhead 2                              | 2000 | Playstation 2                                                                         | Utannonserades 2000, men lades ner år 2002.               |
| Codename Eagle                           | 2000 | Microsoft Windows                                                                     |                                                           |
| STCC 2                                   | 2000 | Microsoft Windows                                                                     |                                                           |
| Rally Masters                            | 2000 | Microsoft Windows                                                                     |                                                           |
| NASCAR Heat                              | 2000 | Playstation 1                                                                         | Utvecklat i samarbete med Monster Games.                  |
| Arvet från Rosemond hill                 | 2000 | Microsoft Windows                                                                     |                                                           |
| Kejsarens nya stil                       | 2000 | Playstation 1, Game Boy Color, Microsoft Windows                                      |                                                           |
| Dinosaur                                 | 2000 | ?                                                                                     |                                                           |
| Hoyle Card                               | 2000 | ?                                                                                     |                                                           |
| Michelin Rally Masters Race of Champions | 2000 | Playstation 1, Microsoft Windows                                                      |                                                           |
| Blast Lacrosse                           | 2001 | Playstation 1                                                                         |                                                           |
| Matchbox Emergency Patrol                | 2001 | Microsoft Windows                                                                     |                                                           |
| JumpStart Wildlife Safari Field Trip     | 2001 | Playstation 1                                                                         |                                                           |
| JumpStart Dino Adventure Field Trip      | 2001 | Game Boy Color                                                                        |                                                           |
| Diva Starz: Mall Mania                   | 2001 | Game Boy Color                                                                        |                                                           |
| Shrek                                    | 2001 | Xbox                                                                                  |                                                           |
| Rallisport Challenge                     | 2002 | Microsoft Windows, Xbox                                                               |                                                           |
| Battlefield 1942                         | 2002 | Microsoft Windows, Macintosh                                                          |                                                           |
| Barbie: Groovy Games                     | 2002 | Game Boy Advance                                                                      |                                                           |
| Pryzm: Chapter One - The Dark Unicorn    | 2002 | Playstation 2                                                                         |                                                           |
| Shrek Extra Large                        | 2002 | Gamecube                                                                              |                                                           |
| Battlefield 1942: The Road to Rome       | 2003 | Microsoft Windows, Macintosh                                                          | Expansionspaket till Battlefield 1942.                    |
| Midtown Madness 3                        | 2003 | Xbox                                                                                  |                                                           |
| Battlefield 1942: Secret Weapons of WWII | 2003 | Microsoft Windows, Macintosh                                                          | Expansionspaket till Battlefield 1942.                    |
| Battlefield Vietnam                      | 2004 | Microsoft Windows                                                                     |                                                           |
| Rallisport Challenge 2                   | 2004 | Xbox                                                                                  |                                                           |
| Battlefield 2                            | 2005 | Microsoft Windows                                                                     |                                                           |
| Battlefield 2: Modern Combat             | 2005 | Playstation 2, Xbox, Xbox 360                                                         |                                                           |
| Battlefield 2: Special Forces            | 2005 | Microsoft Windows                                                                     | Expansionspaket till Battlefield 2.                       |
| Battlefield 2: Euro Force                | 2006 | Microsoft Windows                                                                     | Booster Pack till Battlefield 2.                          |
| Battlefield 2: Armored Fury              | 2006 | Microsoft Windows                                                                     | Booster Pack till Battlefield 2.                          |
| Battlefield 2142                         | 2006 | Microsoft Windows, Mac OS                                                             |                                                           |
| Battlefield 2142: Northern Strike        | 2007 | Microsoft Windows, Mac OS X                                                           | Booster Pack till Battlefield 2142.                       |
| Battlefield: Bad Company                 | 2008 | Playstation 3, Xbox 360                                                               |                                                           |
| Mirror's Edge                            | 2008 | Microsoft Windows, Playstation 3, Xbox 360, iOS                                       |                                                           |
| Battlefield Heroes                       | 2009 | Microsoft Windows                                                                     | Utvecklat av Easy Studios.                                |
| Battlefield 1943                         | 2009 | Xbox 360 (XBLA), Playstation 3 (PSN)                                                  |                                                           |
| Battlefield: Bad Company 2               | 2010 | Microsoft Windows, Playstation 3, Xbox 360                                            |                                                           |
| Medal of Honor                           | 2010 | Microsoft Windows, Playstation 3, Xbox 360                                            | Endast utvecklat flerspelarläget.                         |
| Need for Speed: Hot Pursuit              | 2010 | Microsoft Windows, Playstation 3, Xbox 360                                            | I samarbete med Criterion Games och Exient Entertainment. |
| Battlefield: Bad Company 2 Vietnam       | 2010 | Microsoft Windows, Playstation 3, Xbox 360                                            | Expansionspaket till Battlefield: Bad Company 2.          |
| Need for Speed: Shift 2 Unleashed        | 2011 | Microsoft Windows, Playstation 3, Xbox 360                                            | I samarbete med Slightly Mad Studios.                     |
| Battlefield Play4Free                    | 2011 | Microsoft Windows                                                                     | Utvecklat av Easy Studios.                                |
| Battlefield 3                            | 2011 | Microsoft Windows, Playstation 3, Xbox 360                                            |                                                           |
| Battlefield 3: Back to Karkand           | 2011 | Microsoft Windows, Playstation 3, Xbox 360                                            | Expansionspaket till Battlefield 3.                       |
| Battlefield 3: Close Quarters            | 2012 | Microsoft Windows, Playstation 3, Xbox 360                                            | Expansionspaket till Battlefield 3.                       |
| Battlefield 3: Armored Kill              | 2012 | Microsoft Windows, Playstation 3, Xbox 360                                            | Expansionspaket till Battlefield 3.                       |
| Battlefield 3: Aftermath                 | 2012 | Microsoft Windows, Playstation 3, Xbox 360                                            | Expansionspaket till Battlefield 3.                       |
| Battlefield 3: End Game                  | 2013 | Microsoft Windows, Playstation 3, Xbox 360                                            | Expansionspaket till Battlefield 3.                       |
| Battlefield 4                            | 2013 | Microsoft Windows, Playstation 3, Xbox 360, Playstation 4, Xbox One                   |                                                           |
| Battlefield 4: China Rising              | 2013 | Microsoft Windows, Playstation 3, Xbox 360, Playstation 4, Xbox One                   | Expansionspaket till Battlefield 4.                       |
| Battlefield 4: Second Assault            | 2014 | Microsft Windows, Playstation 3, Xbox 360, Playstation 4, Xbox One                    | Expansionspaket till Battlefield 4.                       |
| Battlefield 4: Naval Strike              | 2014 | Microsft Windows, Playstation 3, Xbox 360, Playstation 4, Xbox One                    | Expansionspaket till Battlefield 4.                       |
| Battlefield 4: Dragon's Teeth            | 2014 | Microsft Windows, Playstation 3, Xbox 360, Playstation 4, Xbox One                    | Expansionspaket till Battlefield 4.                       |
| Battlefield 4: Final Stand               | 2014 | Microsft Windows, Playstation 3, Xbox 360, Playstation 4, Xbox One                    | Expansionspaket till Battlefield 4.                       |
| Battlefield Hardline                     | 2015 | Microsft Windows, Playstation 3, Xbox 360, Playstation 4, Xbox One                    | Utvecklat i samarbete med Visceral Games.                 |
| Star Wars: Battlefront                   | 2015 | Microsoft Windows, Playstation 4, Xbox One                                            |                                                           |
| Mirror's Edge Catalyst                   | 2016 | Microsoft Windows, Playstation 4, Xbox One                                            |                                                           |
| Battlefield 1                            | 2016 | Microsoft Windows, Playstation 4, Xbox One                                            |                                                           |
| Battlefield 1: They Shall Not Pass       | 2017 | Microsoft Windows, Playstation 4, Xbox One                                            | Expansionspaket till Battlefield 1.                       |
| Battlefield 1: In the Name of the Tsar   | 2017 | Microsoft Windows, Playstation 4, Xbox One                                            | Expansionspaket till Battlefield 1.                       |
| Battlefield 1: Turning Tides             | 2017 | Microsoft Windows, Playstation 4, Xbox One                                            | Expansionspaket till Battlefield 1.                       |
| Battlefield 1: Apocalypse                | 2017 | Microsoft Windows, Playstation 4, Xbox One                                            | Expansionspaket till Battlefield 1.                       |
| Star Wars: Battlefront II                | 2017 | Microsoft Windows, Playstation 4, Xbox One                                            | I samarbete med Criterion Games och Motive Studios.       |
| Battlefield V                            | 2018 | Microsoft Windows, Playstation 4, Xbox One                                            |                                                           |
| Battlefield 2042                         | 2021 | Microsoft Windows, Playstation 4, Playstation 5, Xbox One, Xbox Series X och Series S |                                                           |

## Kritik
På senare år har DICE fått mycket kritik för att de inte hållit vad de lovat. Vid släppet av Battlefield 3 lovade EA att de som köpte Battlefield 3 till Playstation 3 också skulle få Battlefield 1943 gratis. Väl efter släppet blev det inte av varefter några amerikanska kunder stämde EA. Tvisten slutade med en förlikning där alla Playstation 3-köpare till slut fick 1943.
DICE lovade också 2010 att de, till skillnad från Call of Duty-utvecklaren Activision, aldrig skulle ta betalt för nya kartor till sina spel.. Något de gjorde, bland annat för kartpaketet Close Quarters till Battlefield 3.